# Union County (Mississippi)
 Der er flere lokaliteter med dette navn, se Union County.
Union County er et county i den amerikanske delstat Mississippi.
34°29′N 89°00′V / 34.49°N 89°V